# Per Arne Knobelauch
Per Arne Knobelauch, född 13 september 1933 i Oslo, död 10 september 2006 på samma ort, var en norsk skådespelare, fotograf, skivproducent och impressario.
Knobelauch debuterade som skådespelare 1949 i rollen som Reidar i Arne Skouens första film Gatpojkar. Förutom några mindre roller vid 1960-talets slut fick han dock ingen filmkarriär, men blev senare fotograf, skivproducent och impressario för flera norska artister.

## Filmografi
- 1949 – Gatpojkar
- 1968 – Under ditt parasoll
- 1969 – Olsenbanden och guldstatyetten